# Chaetonotus trilineatus
Chaetonotus trilineatus är en djurart som tillhör fylumet bukhårsdjur, och som beskrevs av Alexander Valkanov 1937. Chaetonotus trilineatus ingår i släktet Chaetonotus och familjen Chaetonotidae. Inga underarter finns listade i Catalogue of Life.